# Acanthoderes cavei
Acanthoderes cavei es una especie de escarabajo del género Acanthoderes, familia Cerambycidae. Fue descrita científicamente por Chemsak & Hovore en 2002.
Se distribuye por Honduras. Posee una longitud corporal de 14,5-19 milímetros. El período de vuelo de esta especie ocurre en los meses de mayo y junio.